# Radovan Vlatković
Radovan Vlatković (Zagreb, 1962) es un solista de trompa croata.

## Biografía
Realizó sus primeros estudios en su ciudad natal. Continuó su formación musical en la Academia de Música de Detmold (Alemania), donde se diplomó como solista.
A ello siguieron primeros premios en importantes concursos internacionales. En 1979 obtuvo el primer premio del Concurso Internacional de Ancona y en 1983 el de la ARD de Múnich, concurso que no había dado su primer premio a ningún intérprete de trompa en el lapso de catorce años. Casi de forma inmediata estos premios le llevaron a numerosos festivales de música en Europa, Estados Unidos, Asia y Australia. Entre 1982 y 1990 fue primer trompa de la Orquesta de la Radio de Berlín, y tras ello se ha dedicado enteramente a la actividad como solista y a la enseñanza de su instrumento. Entre 1992 a 1998 fue profesor de trompa en la Escuela Superior de Música de Stuttgart, y desde entonces lo es en el Mozarteum de Salzburgo. Como solista ha actuado con orquestas como las de la Radio de Berlín y de Baviera, BBC de Londres, Cámara Inglesa, Academia de Saint Martin in the Fields, Camerata Académica del Mozarteum de Salzburgo, Yomiuri Orchestra, Orquesta de Tokio y Orquesta de la NHK. Como intérprete de música de cámara ha actuado con Vladimir Ashkenazy, Heinz Holliger, Gidon Kremer, Aurèle Nicolet y András Schiff, entre otros, con los que ha grabado varios discos.
Desde el curso 2000-2001 es Profesor Titular de la Cátedra de Trompa de la Escuela Superior de Música Reina Sofía.
Invitado asiduo de los principales festivales mundiales, el repertorio de Radovan Vlatković incluye todas las grandes obras para su instrumento, desde el Barroco hasta nuestros días.

## Discografía
Artista de gran proyección discográfica, sus grabaciones de los conciertos para trompa de Mozart con Jeffrey Tate obtuvieron el Premio de la Crítica Alemana. Actualmente graba para EMI, casa con la que ha publicado grabaciones de los conciertos de Richard Strauss y obras camerísticas de Camille Saint-Saëns con Jean-Jacques Kantorow. Otras grabaciones suyas incluyen obras esenciales del repertorio para trompa, como la Serenata para trompa, tenor y cuerda, de Benjamin Britten. Otros sellos en los que ha publicado son Deutsche Grammophon, Decca, Philips, Teldec y Denon.
Algunos trabajos suyos como solista son:
- Wolfgang Amadeus Mozart: Horn Concerto núermos 1–4, Dir.: Jeffrey Tate, English Chamber Orchestra..

- Wolfgang Amadeus Mozart: The Complete Mozart Edition. Vol. 5 – Serenades, Divertimenti, Philips.

- Wolfgang Amadeus Mozart: Set Your Life To Music – Mozart For Your Modem, Philips.

- Hindemith: Complete Sonatas. Vol. 4. Ensemble Villa Musica, Md&g (Dabringhaus & Grimm), Gold.